# Джон Шоу (яхтсмен)
Джон Шоу (англ. John Shaw, 23 травня 1937 — 23 грудня 1995) — австралійський яхтсмен.
Олімпійський чемпіон 1972 року в класі Дракон.